# Guy Kibbee
Guy Bridges Kibbee (* 6. Mai 1882 in El Paso, Texas; † 24. Mai 1956 in Long Island, New York) war ein US-amerikanischer Film- und Theaterschauspieler. Unter Vertrag bei  Warner Brothers, verkörperte Kibbee vor allem joviale und komische Nebenfiguren.

## Leben
Guy Kibbee wurde im texanischen El Paso an der Grenze zu Mexiko geboren. Er begann seine Showkarriere mit 13 Jahren auf den Dampfern des Mississippi River, wo er als Entertainer auftrat. Später spielte er mit Theatertruppen in Amerika und war auch am Broadway tätig. In Hollywood begann er erst im Jahre 1931, als er fast 50 Jahre alt war, zu arbeiten. Schon bald wurde er ein beliebter Nebendarsteller, der zumeist joviale Figuren verkörperte. Dabei gehörte Kibbee zu dem großen Kreis von Charakterdarstellern des Studio Warner Brothers. Er trat unter anderem im äußerst erfolgreichen Musicalfilm Die 42. Straße auf, welcher Warner Brothers vor dem Bankrott rettete. Er drehte in der Folgezeit weitere Musicalstreifen, etwa Goldgräber von 1933, wo er einen Anwalt mit einer heimlichen Schwäche für Reveudamen darstellte. Ebenfalls 1933 war er in Frank Capras Komödie Lady für einen Tag als verschuldeter Richter (ein Amt, das er auch in weiteren Filmen ausübte) zu sehen, der eine Ehe mit einer alten Apfelverkäuferin (gespielt von May Robson) vorgaukeln muss.
Guy Kibbee spielte auch einige Hauptrollen, so 1934 in der Titelrolle des Babbitt in der Verfilmung des gleichnamigen Romans des Literaturnobelpreisträgers Sinclair Lewis. Auch in weiteren, zumeist kleineren Komödien konnte Kibbee als Hauptdarsteller auftreten. 1935 spielte er eine größere Nebenrolle im Piratenfilm Unter Piratenflagge, dem Durchbruch von Errol Flynn. Ende der 1930er-Jahre war er erneut unter Capras Regie in Mr. Smith geht nach Washington an der Seite von James Stewart zu sehen: Er spielte einen trotteligen Gouverneur, der den Ratschlag seiner großen Kinderschar befolgt und daraufhin einen Pfandfinderleiter zum Senator ausruft. Mit Stewart trat er im selben Jahr auch in der Komödie Drunter und Drüber auf. In den 1940er-Jahren wurden Kibbees Filmauftritte weniger, dennoch übernahm er von 1941 bis 1943 die Titelrolle eines erfolgreichen Kleinstadt-Geschäftsmannes in der sechsteiligen Filmreihe Scattergood Baines. Seine letzten Kinorollen spielte er 1948 in den John-Ford-Western Bis zum letzten Mann und Spuren im Sand, jeweils mit John Wayne in der Hauptrolle. Insgesamt drehte er über 110 Kinofilme in weniger als zwanzig Jahren.
Um 1950 kam Kibbee zu einigen Rollen im noch jungen US-Fernsehen, dann beendete er seine Karriere vor der Kamera endgültig. Noch bis 1953 sind Schauspielauftritte bei der Bühne nachweisbar, dann beendete eine Parkinson-Krankheit diese Karriere. Er starb an deren Folgen im Mai 1956 im Alter von 74 Jahren in einem Sanatorium in Long Island. Die Behandlungskosten hatten sein zuvor ansehnliches Vermögen zusammenschmelzen lassen, allerdings genoss er es noch immer, seine alten Filme im Fernsehen zu sehen. Er war zweimal verheiratet, von 1918 bis 1923 mit Helen Shea (aus dieser Ehe kamen vier Kinder) und von 1925 bis zu seinem Tod mit Esther Reed (aus dieser Ehe kamen drei Kinder). Sein jüngerer Bruder Milton Kibbee (1896–1970) war ebenfalls Schauspieler und spielte kleine Nebenrollen in fast 400 Filmen.

## „Guy Kibbee Egg“
Ein Frühstücksgericht ist nach Kibbee benannt. Beim Egg in the Basket wird ein Spiegelei in einem Loch in einer Scheibe Brot gebraten. Dies wird auch als Guy Kibbee Egg bezeichnet, was daher rührt, dass der Schauspieler 1935 in einer Rolle im Film Mary Janes Pa dieses Gericht bevorzugt hat.

## Filmografie (Auswahl)
- 1929: For Sale (Kurzfilm)
- 1931: Die Flucht vor dem Kerker (Stolen Heaven)
- 1931: Straßen der Weltstadt (City Streets)
- 1931: Laughing Sinners
- 1932: Union Depot
- 1932: Taxi!
- 1932: Der Schrei der Menge (The Crowd Roars)
- 1932: Rain
- 1932: Zwei Sekunden (Two Seconds)
- 1932: Big City Blues
- 1932: Ein ausgefuchster Gauner (High Pressure)
- 1932: The Dark Horse
- 1933: Lilly Turner
- 1933: Die 42. Straße (The 42. Street)
- 1933: Goldgräber von 1933 (Gold Diggers of 1933)
- 1933: Lady für einen Tag (Lady For A Day)
- 1933: Parade im Rampenlicht (Footlight Parade)
- 1933: Convention City
- 1934: Wonder Bar
- 1934: Broadway-Show (Dames)
- 1935: Mary Janes Pa
- 1934: Babbitt
- 1935: Going Highbrow
- 1935: Don’t Bet on Blondes
- 1935: Unter Piratenflagge (Captain Blood)
- 1936: Der kleine Lord (Little Lord Fauntleroy)
- 1936: Shirley Ahoi! (Captain January)
- 1936: Kleine Stadt mit Tradition (I Married A Doctor)
- 1936: Mr. Trent schlägt dem Alter ein Schnippchen (The Big Noise)
- 1936: Der geborene Verkäufer (Earthworm Tractors)
- 1937: Mama Steps Out
- 1937: Gesetz der Berge (Mountain Justice)
- 1938: Of Human Hearts
- 1938: Joy of Living
- 1938: Rich Man, Poor Girl
- 1938: Three Comrades
- 1938: Three Loves Has Nancy
- 1939: Drunter und drüber (It’s a Wonderful World)
- 1939: Musik ist unsere Welt (Babes in Arms)
- 1939: Mr. Smith geht nach Washington (Mr. Smith Goes to Washington)
- 1939: Bad Little Angel
- 1940: Unsere kleine Stadt (Our Town)
- 1940: Der Tod des alten Zirkuslöwen (Chad Hanna)
- 1940: Die ewige Eva (It Started with Eve)
- 1941–1943: Scattergood Baines-Filmreihe
- 1941: Rache ist süß (Design for Scandal)
- 1942: Miss Annie Rooney
- 1942: There’s One Born Every Minute
- 1942: Gespensterjagd in Dixie (Whistling in Dixie)
- 1943: Girl Crazy
- 1945: Der Engel mit der Trompete (The Horn Blows At Midnight)
- 1947: The Romance of Rosy Ridge
- 1947: Der rote Teufel (The Red Stallion)
- 1948: Bis zum letzten Mann (Fort Apache)
- 1948: Spuren im Sand (3 Godfathers)